# Indianapolis Indians
Indianapolis Indians är en professionell basebollklubb i Indianapolis i Indiana i USA. Klubben spelar i International League, en farmarliga på den högsta nivån (AAA) under Major League Baseball (MLB). Moderklubb är Pittsburgh Pirates. Klubbens hemmaarena är Victory Field.
Klubben grundades 1902 och är därmed den näst äldsta minor league-klubben i nordamerikansk professionell baseboll efter Rochester Red Wings, som grundades 1899. Klubben har också lyckats behålla sitt smeknamn Indians genom alla år, vilket är tämligen unikt bland minor league-klubbar.

## Historia

### American Association (1902–1962)

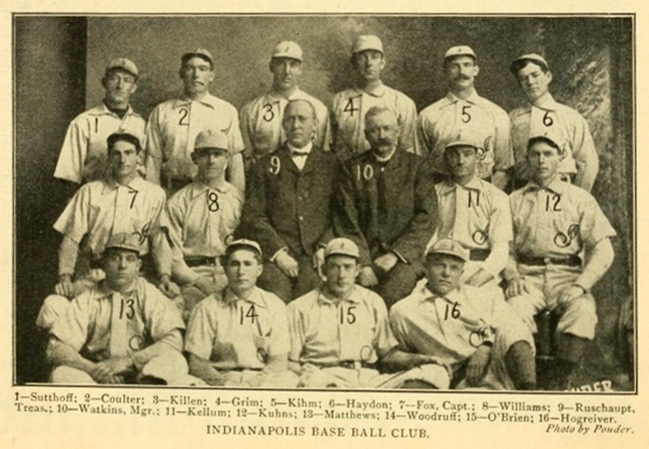
Indians spelartrupp debutsäsongen 1902.

Klubben grundades 1902 och gick med i den då nybildade ligan American Association (AA), som man vann redan första säsongen. Indians vann även AA 1908 och 1917, och vid det senare av dessa tillfällen vann man även Little World Series över mästarna i International League (IL), Toronto Maple Leafs. Klubben vann även AA och Little World Series, efter seger mot IL-mästarna Rochester Red Wings, 1928.
Efter att tidigare ha spelat i flera olika arenor fick klubben en mer permanent hemmaarena 1931 när Perry Stadium öppnade. Indians kom att spela i denna arena, som kallades Victory Field 1942–1967 och därefter Bush Stadium, till 1996.
Klubben fick sin första moderklubb 1939 i form av Cincinnati Reds, ett samarbete som varade i tre säsonger. Efter ett kortare samarbete med Boston Braves blev Pittsburgh Pirates klubbens nya moderklubb i slutet av 1940-talet, och under den perioden vann klubben 1949 AA och även Junior World Series, som Little World Series bytt namn till, efter seger mot IL-mästarna Montreal Royals. I början av 1950-talet blev Cleveland Indians moderklubb och köpte även klubben. Under de närmast följande åren gick klubben dock kraftigt back ekonomiskt och moderklubben hotade att flytta klubben från Indianapolis. Då ingrep några inflytelserika personer i staden och räddade kvar klubben genom att förmå ett stort antal personer att köpa andelar i klubben. 1956 vann Indians AA och Junior World Series, där man besegrade IL-mästarna Rochester Red Wings.
1957 blev Chicago White Sox ny moderklubb, följd av Philadelphia Phillies 1960, Cincinnati Reds 1961 och White Sox igen 1962. Efter 1962 års säsong lades AA ned.

### International League (1963)
Indians fick 1963 plats i IL och vann omedelbart den ligan. Chicago White Sox var kvar som moderklubb.

### Pacific Coast League (1964–1968)
Efter bara en säsong i IL placerades Indians i Pacific Coast League (PCL), där man blev kvar i fem säsonger. Under den sista av dessa bytte man moderklubb till Cincinnati Reds.

### American Association igen (1969–1997)
1969 ombildades AA och Indians gick tillbaka dit. Under 1980-talet firade klubben stora triumfer med ligamästerskap 1982 och, efter att ha bytt moderklubb till Expos de Montréal 1984, fyra år i rad 1986–1989. Både 1988 och 1989 vann man dessutom Triple-A Classic mot mästarna i IL, Rochester Red Wings respektive Richmond Braves.
Efter nio framgångsrika år med Expos blev Cincinnati Reds återigen moderklubb 1993 och året efter vann Indians AA för tolfte och sista gången. Mitt under 1996 års säsong flyttade klubben från Bush Stadium till den nybyggda Victory Field i centrala Indianapolis, vilket blev ett lyft för klubben. Efter nästföljande säsong lades AA ned för gott.

### International League igen (1998–)

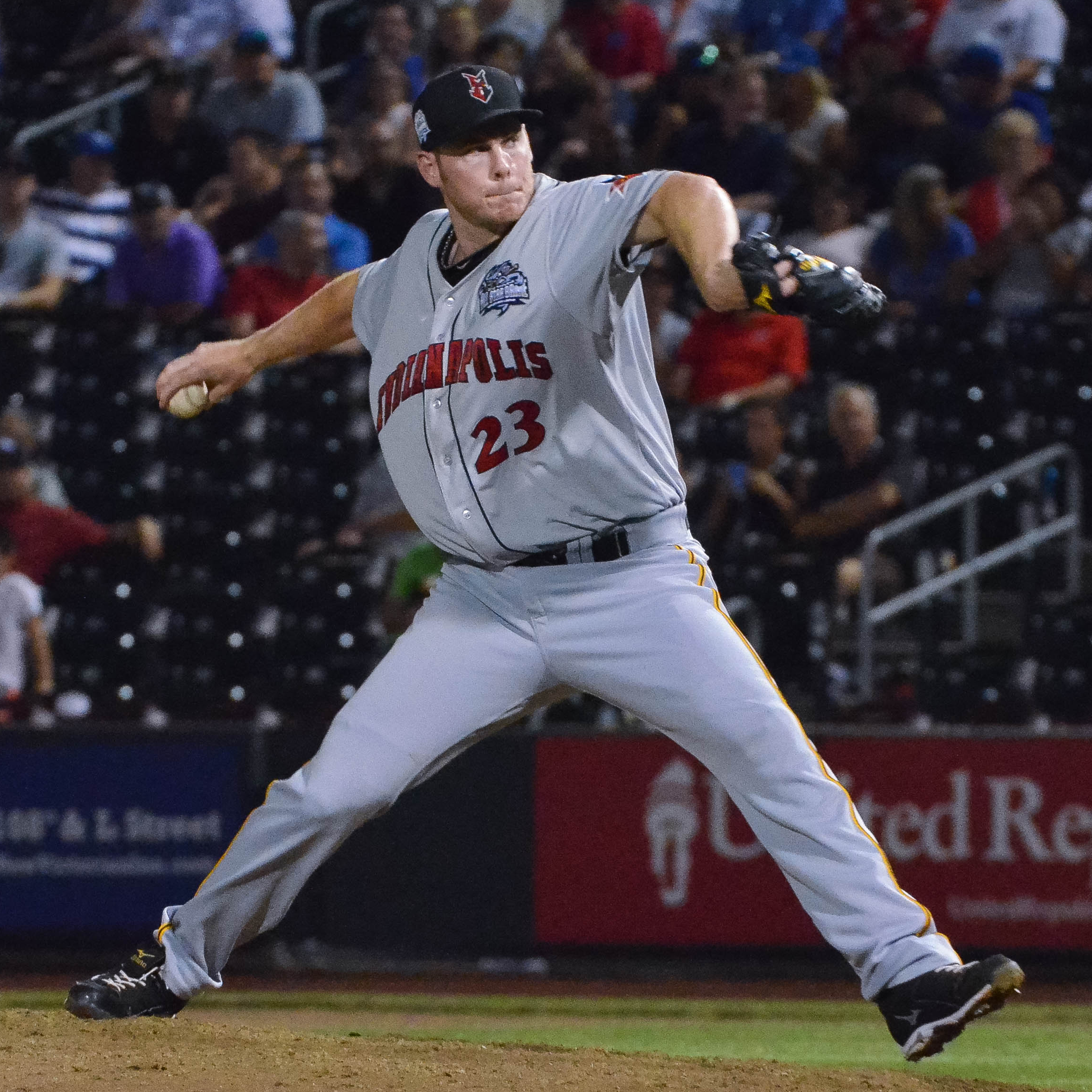
En Indians-pitcher under en match 2015.

Efter att AA lagts ned gick Indians med i IL, där man tidigare spelat en säsong 1963. Milwaukee Brewers blev ny moderklubb 2000 och då vann klubben IL för andra gången. I den efterföljande Triple-A World Series i Las Vegas besegrades PCL-mästarna Memphis Redbirds. 2005 bytte man moderklubb till Pittsburgh Pirates.